# Media Maratón de Lima

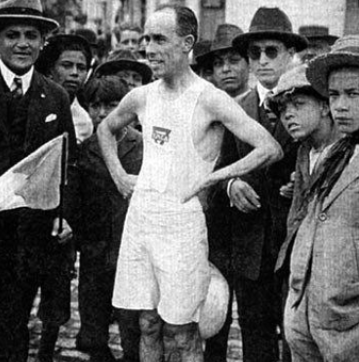
Corredor de la Media Maratón de Lima en 1923

La Media Maratón de Lima es una carrera de media maratón anual que toma lugar en Lima, Perú.
Es la media maratón más antigua de Sudamérica y el segundo en el mundo, sólo superada por la de Boston. La primera edición se realizó en 1909.

## Ganadores
| Año  | Atleta Masculino         | País | Tiempo  | Atleta Femenina             | País | Tiempo  | Ref.  |
| ---- | ------------------------ | ---- | ------- | --------------------------- | ---- | ------- | ----- |
| 2014 | José Luis Rojas Ramos    | Perú | 1:04:23 | Clara Canchaya              | Perú | 1:15:37 |       |
| 2015 | Christian Pacheco        | Perú | 1:03:40 | Wilma Arizapana             | Perú | 1:15:14 | [ 4 ] |
| 2016 | Luis Ostos Cruz          | Perú | 1:02:07 | Luz Mery Rojas Llanco       | Perú | 1:11:55 | [ 5 ] |
| 2017 | Juan Huamán Canto        | Perú | 1:04:15 | Luz Mery Rojas Llanco       | Perú | 1:15:55 | [ 6 ] |
| 2018 | Eduardo Villanueva Taipe | Perú | 1:06:44 | Rosa Angélica Romero Dávila | Perú | 1:25:23 | [ 7 ] |
| 2019 | Erick Cosme              | Perú | 1:08:47 | Rebeca Peralta              | Perú | 1:41:05 | [ 8 ] |
| 2024 | Ulises Martín Ambrosio   |      | 1:03:10 | Jovana de la Cruz           |      | 1:12:43 | [ 9 ] |